# Nationale Schule
Als Nationale Schulen bezeichnet man eigenständige nationale Komponistenschulen der Klassischen Musik, die sich ab Mitte des 19. Jahrhunderts in Abgrenzung zur international vorherrschenden deutsch-französisch-italienischen Musiktradition entwickelten.
In dieser Zeit ließen sich viele europäische Komponisten von der Volksmusik ihres Heimatlandes beeinflussen, sodass ihre Werke eine unverwechselbare nationale Prägung erhielten. Komponisten eines Volkes, die sich in dieser Weise um die Einbeziehung der Volksmusik in ihre Werke bemühten und sich auch gegenseitig beeinflussten, werden zu einer bestimmten nationalen Schule gerechnet. Die Entwicklung begann während der Hochromantik und vollzog sich bis etwa zur Mitte des 20. Jahrhunderts, wobei auch nachromantische Strömungen wie Impressionismus oder Neoklassizismus mit den Zielen der Nationalen Schulen verbunden wurden, so etwa bei Béla Bartók, Karol Szymanowski oder Manuel de Falla.
Besonders populäre Komponisten, welche mit nationalen Elementen arbeiteten, gelten als Nationalkomponisten.

## Entstehung
Grund für ihre Herausbildung war die staatliche Neuordnung Europas im 19. Jahrhundert. Aufgerüttelt durch den Geist der französischen Revolution (1789) begannen einige unter Fremdherrschaft stehende Völker Europas, wie z. B. die von den österreichischen Habsburgern regierten Tschechen, sich gegen das sie beherrschende Regime aufzulehnen und sich auf ihre nationale Identität zu besinnen. Diese Bewusstwerdung schlug sich auch im Werk verschiedener Komponisten nieder, die durch die Komposition einer Musik mit typisch nationalem Charakter auf künstlerischer Ebene die nationale Eigenständigkeit ihres Volkes hervorheben und gegen die fremden Machthaber protestieren konnten. Ähnliche Geschehnisse spielten sich auch in Ungarn und Polen ab. Es kam dadurch zur Besinnung auf nationale Kulturtraditionen in Sprache, Literatur, Kunst und Musik.

## Vertreter (Auswahl)
- Russland
  - Modest Mussorgski (1839–1881) und Das Mächtige Häuflein
- Polen
  - Frédéric Chopin (1810–1849)
  - Stanisław Moniuszko (1819–1872)
  - Mieczysław Karłowicz (1876–1909)
- Frankreich[1]
  - George Bizet (1838–1875)
  - Camille Saint-Saëns (1835–1921)
  - Hector Berlioz (1803–1868)

- Tschechoslowakei
  - Josef Suk (1874–1935)
  - Bedřich Smetana (1824–1884)
  - Antonín Dvořák (1841–1904)
  - Leoš Janáček (1854–1928)
- Deutschland
  - Carl Maria von Weber (1786–1826, England)
- Finnland
  - Jean Sibelius (1865–1957)
- Skandinavien
  - Niels Wilhelm Gade (1817–1890, Dänemark)
  - Edvard Grieg (1843–1907, Norwegen)
  - Christian Sinding (1856–1941, Norwegen)
  - Carl Nielsen (1865–1931, Dänemark)
  - Hugo Alfvén (1872–1960, Schweden)
- England
  - Cecil Sharp (1859–1924)
  - Ralph Vaughan Williams (1872–1958)
  - Gustav Holst (1874–1934)
  - Frank Bridge (1879–1941)
- Niederlande
  - Bernard Zweers (1854–1924)
- Spanien
  - Isaak Albéniz (1860–1909)
  - Enrique Granados (1867–1916)
  - Manuel de Falla (1876–1946)
- Ungarn
  - Ferenc Erkel (1810–1893)
  - Béla Bartók (1881–1945)
  - Zoltán Kodály (1882–1967)
- Rumänien
  - George Enescu (1881–1955)
- Italien
  - Giuseppe Verdi (1803–1901)[2]
  - Gioachino Rossini (1792–1868)[3]
- Griechenland
  - Dionysios Lavrangas (1860–1941)
  - Manolis Kalomiris (1883–1962)
- Kroatien
  - Vatroslav Lisinski (1819–1854)
  - Jakov Gotovac (1895–1982)
- Serbien
  - Kornelije Stanković (1831–1865)
  - Stevan Stojanović Mokranjac (1856–1914)
  - Stevan Hristić (1885–1958)